# Distrikt Maracha
Maracha ist ein Distrikt in Norduganda. Die Hauptstadt des Distrikts ist Maracha.

## Lage
Der Distrikt grenzt im Norden an den Distrikt Koboko, im Nordosten an den Distrikt Yumbe und im Osten und Süden an den Distrikt Arua. Die Demokratische Republik Kongo liegt westlich des Distrikts Maracha. 

## Demografie
Die Bevölkerungszahl wird für 2020 auf 208.300 geschätzt. Davon lebten im selben Jahr 5 Prozent in städtischen Regionen und 95 Prozent in ländlichen Regionen.
| Zensusjahr | Einwohnerzahl |
| ---------- | ------------- |
| 1991       | 107.596       |
| 2002       | 145.705       |
| 2014       | 186.134       |

## Wirtschaft
Subsistenzlandwirtschaft und Tierhaltung sind die wichtigsten wirtschaftlichen Aktivitäten im Distrikt.